# 海軍兵學校

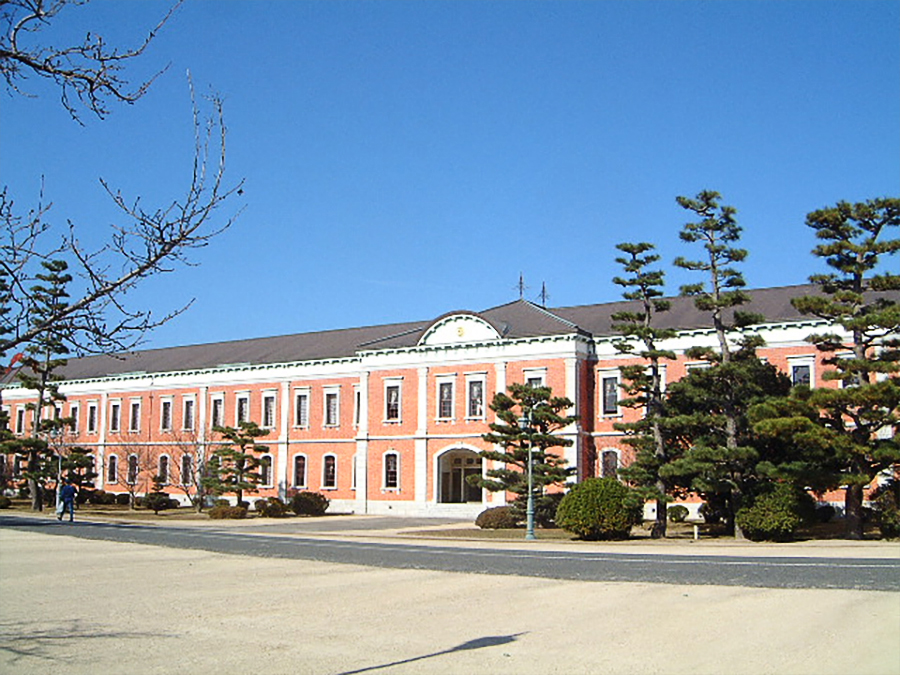
海軍兵學校學生館（現為海上自衛隊第一術科學校）

海軍兵學校（日语：かいぐんへいがっこう、1876年─1945年），舊大日本帝國海軍培養海軍軍官的軍事學校。

## 總說
當時是海軍戰鬥兵科軍官（一般戰鬥指揮官）的養成學校，但也有設置其他職種的培養課程。
海軍兵學校設址於廣島縣江田島市，戰後海軍戰犯嫌疑被解除後校園獲得保留，但進行改制變為自衛隊使用，目前為海上自衛隊幹部候補生學校所在地，1956年後為海上自衛隊第一術科學校暨幹部候補生學校，因此「江田島」一詞便成為日本海上官兵人才培養搖籃的代名詞。目前江田島上仍保存有一些海軍兵學校舊校跡，如明治時代赤煉瓦屋頂的學生館及教育參考館等。

### 沿革
1869年開設前身「海軍操練所」，後改稱「海軍兵學寮」。1876年遷往東京築地改稱「海軍兵學校」（由於日本海陸軍間的長久不和，因此未像日本陸軍士官學校一樣稱為「海軍士官學校」）。1888年再遷往現址廣島縣瀨戶內海安藝群島的江田島上。
1923年關東大地震，海軍機關學校校舍全毀，因此向江田島海軍兵學校借用校舍上課，因為在同地上課的緣故，所以海軍機關學校33-36期學生與海軍兵學校52-55期學生日後官場關係較密切。
1943年在岩國飛行場設立岩國分校，1944年設立大分、舞鶴分校，1945年設立針尾分校。日本投降後的同年12月1日，分校與校本部全部廢校。

### 招生
學生錄取年齡為16-19歲，需具中學校第四學年以上學力或中學校畢業（日本二戰前中學校為五年制，其上有三年制高等學校，高校上面有三年制大學），是全日本優秀自負的青年競相報考進入的超難學校。進入海軍兵學校是日後成為海軍高級將校的必要條件，因此海軍兵學校與日本陸軍士官學校同是二次大戰前是超越東京第一高等學校(東京帝國大學的預科學校，畢業後可直升東京帝國大學)的菁英學校。為了考進該校，在全國有許多以此為目的之預備學校存在，如東京的攻玉社、海城高校；神奈川的湘南、橫須賀、逗子開成高校；廣島的
修道高校等。
到了戰後，這些預備學校大都改變為往一般大學方向的升學學校，目前除了湘南高校外，其他學校與目前的海上自衛隊已無關係。

### 學生之教育
教育期間起初是3年制，1927年為3年8個月，1932年時為4年制。因受到中日戰爭擴大影響，第66期縮短為3年8個月，隨著戰線激烈化，教育期間分別縮減為3年3個月（67期）、3年4個月（68期）、3年（69期～71期）、2年4個月（72期）。
在海軍兵學校，最高年級生稱為「1號」，其下較低年級生則以「2號」、「3號」、「4號」分別稱呼之。
採行英國式重視術科的教育，畢業後以少尉候補生身份分發至練習艦隊，經過遠洋航行的術科講習及實地訓練後任職。

### 學生之待遇
海軍兵學校學生以海軍兵曹長（相當於准尉）以下、海軍一等兵曹（相當於上士，昭和17年以後為海軍上等兵曹）以上的階級授任，當時的陸軍士官學校（陸軍官校）學生階級是二等兵以下，相較之下顯得較為優遇。夏天放暑假回鄉時， 純白的海軍第二種軍裝格外耀眼輝映， 鄉里引以為榮並舉行歡迎會來招待。
此外，艦上吊床號碼、海軍兵學校的畢業席次，依據「軍令承行令」的序列人事制度，畢業生依序晉級接替下去，這種人事處置顯得殭硬化。

### 選修學生
較不為人知的是，從大正9年到昭和17年，海軍兵學校的教育是前述一般來源學生（將校學生）及所謂「選修學生」的二元制。選修學生從海軍部隊中優秀的準軍官（海軍兵曹長）及海軍一等兵曹裡選拔，教育比照將校學生課程實施，海軍機關學校與海軍經理學校也設置此選修學生制度。選修學生課程畢業後授任「特務軍官」。

## 歷任校長

### 明治時期
- 1870年10月27日 川村純義
- 1871年11月3日 中牟田倉之助
- 1876年8月31日 松村淳藏：安納波利斯式教育之導入
- 1877年２月20日 伊藤雋吉
- 1877年8月23日 松村淳藏
- 1877年10月31日 中牟田倉之助
- 1878年1月18日 伊藤雋吉
- 1878年4月5日 仁礼景範
- 1880年12月8日 本山漸
- 1881年6月17日 伊藤雋吉
- 1882年10月12日 松村淳藏
- 1884年1月21日 伊東祐麿
- 1885年12月28日 松村淳藏
- 1887年月28日 有地品之允
- 1889年4月17日 吉島辰寧
- 1890年9月24日 本山漸
- 1892年7月12日 山崎景則
- 1892年12月12日 坪井航三
- 1893年12月20日 柴山矢八
- 1894年7月21日 吉島辰寧
- 1895年7月25日 日高壮之丞
- 1899年1月19日 河原要一
- 1902年5月24日 東郷正路
- 1903年12月28日 富岡定恭
- 1906年11月19日 島村速雄
- 1908年8月28日 吉松茂太郎
- 1910年12月1日 山下源太郎

### 大正時期
- 1914年3月25日 有馬良橘
- 1916年12月1日 野間口兼雄
- 1918年12月1日 鈴木貫太郎
- 1920年12月1日 千坂智次郎
- 1923年4月1日 谷口尚真
- 1925年9月8日 白根熊三

### 昭和時期
- 1927年4月1日 鳥巢玉樹
- 1928年12月10日 永野修身：依道爾頓（英语：Dalton Plan）教育法「自啓自發」之教育推進。
- 1930年6月10日 大湊直太郎
- 1931年12月1日 松下元：「五省」発案
- 1933年10月3日 及川古志郎
- 1935年11月15日 出光萬兵衛
- 1937年12月1日 住山德太郎
- 1939年11月15日 新見政一
- 1941年4月4日 草鹿任一
- 1942年10月26日 井上成美 ：兵科・機関科統合推進
- 1944年8月5日 大川内傳七
- 1944年11月4日 小松輝久：因講堂失火事故引責辞任
- 1945年1月15日 栗田健男

## 海軍機關學校
為了培養海軍輪機科的軍官，1881年-1887年和1893年-1945年間設置了海軍機關學校。
1874年在橫須賀設置「海軍兵學寮分校」，1878年為「海軍兵學校附屬機關學校」，1881年成為「海軍機關學校」。1887年被廢除，學生編入海軍兵學校，1893年又重新再設校。
1923年關東大地震，橫須賀校舍全毀，因此1923年至1925年間，遷往江田島向海軍兵學校借用校舍，與海軍兵學校學生同處上課。1925年搬遷至京都府舞鶴地區。1944年10月再度廢除，成為「海軍兵學校舞鶴分校」，1945年11月30日隨著日本戰敗投降學校停辦。

## 外部連結
- 海上自衛隊第1術科学校 （页面存档备份，存于） （日語）
- 広島県江田島市 （日語）
- 建築マップ 海上自衛隊第1術科学校・幹部候補生学校 / 旧海軍兵学校 （页面存档备份，存于） （日語）